# Sarayan
Sarayan és un riu d'Uttar Pradesh que neix al districte de Kheri a 27° 46′ N, 80° 32′ E / 27.767°N,80.533°E i després d'un curs de 79 km em direcció sud-est entra al districte de Sitapur on rep al Jamwdri per l'esquerra i corre llavors uns 5 km en direcció nord-oest per recuperar tot seguit la seva direcció anterior, fins a trobar al Gumti al que desaigua. El curs totals del riu és d'aproximadament uns 153 km.